# Pierre Gérald
Pour les articles homonymes, voir Gérald.
Victor Haïm Cohen, connu sous le nom de scène Pierre Gérald, né le 26 mai 1906 à Paris et mort le 24 mars 2012, à Levallois-Perret, est un acteur français.

## Biographie
Né dans une famille de diamantaires, Victor Haim Cohen s'oriente par la suite vers le théâtre, et prend alors le nom de scène « Pierre Gérald ».
Il se définissait lui-même comme « un petit vieux fringant ». Acteur de théâtre, il a néanmoins fait de petites apparitions au cinéma et notamment le rôle du grand-père de Romain Duris dans le film Les Poupées russes de Cédric Klapisch.
Durant sa carrière, il croise les chemins d'Édith Piaf, de Jacques Brel, de Sarah Bernhardt, etc., mais c’est surtout sa longévité qui attire les médias et le rend tardivement célèbre, puisqu'il devient le doyen des acteurs français.
Il est également le plus âgé des candidats de Questions pour un champion, jeu télévisé auquel il a participé alors qu'il était déjà centenaire.
Ayant par ailleurs débuté au cinéma dans des emplois modestes en 1932 et tourné son dernier film en 2009, il détient également, ex aequo avec Charles Vanel, Jean-Pierre Mocky et Popeck, le titre de l'acteur français ayant connu la carrière cinématographique la plus longue (77 ans pour chacun), les places suivantes du podium étant respectivement occupées par l'acteur Jean-Claude Deret (75 ans), l'acteur et chanteur Charles Aznavour (72 ans) et les acteurs Robert Hossein et Jean Pommier (70 ans).

## Théâtre
- 1954 : L'Anglais tel qu'on le parle de Tristan Bernard, mise en scène René Barré, Théâtre des Célestins
- 1955 : Judas de Marcel Pagnol, mise en scène Pierre Valde, Théâtre de Paris
- 1958 : Les Murs de Palata d'Henri Viard, mise en scène Georges Douking, Théâtre du Vieux-Colombier
- 1961 : Œdipe ou le Silence des dieux de Jean-Jacques Kihm, mise en scène Delfor Peralta, Arènes de Cimiez
- 1966 : Chant public devant deux chaises électriques d'Armand Gatti, mise en scène de l'auteur, TNP Théâtre de Chaillot
- 1966 : Dieu, empereur et paysan de Julius Hay, mise en scène Georges Wilson, TNP Festival d'Avignon
- 1967 : Dieu, empereur et paysan de Julius Hay, mise en scène Georges Wilson, TNP Théâtre de Chaillot
- 1967 : L'Idiot d'après Dostoïevski, adaptation et mise en scène André Barsacq, Théâtre des Célestins, tournées Herbert-Karsenty
- 1968 : Roméo et Juliette de William Shakespeare, mise en scène Michael Cacoyannis, TNP Théâtre de Chaillot
- 1969 : La Résistible Ascension d'Arturo Ui de Bertolt Brecht, mise en scène Georges Wilson, TNP Théâtre de Chaillot
- 1969 : Savonarole ou Le Plaisir de Dieu seul de Michel Suffran, mise en scène Jean-Pierre Laruy, Centre Théâtral du Limousin Limoges
- 1970 : La vie que je t'ai donnée de Luigi Pirandello, mise en scène Pierre Franck, Théâtre des Mathurins
- 1970 : Cyrano de Bergerac de Edmond Rostand, mise en scène Jean Deschamps, Festival de la Cité Carcassonne
- 1970 : La guerre de Troie n'aura pas lieu de Jean Giraudoux, mise en scène Yves Kerboul, Théâtre du Midi Festival de la Cité Carcassonne
- 1972 : Préparation d'une victime de Dieter Kühn, mise en scène Claude Mercutio, Festival du Marais
- 1975 : Corruption au palais de justice d'Ugo Betti, mise en scène Pierre Arnaudeau, Théâtre du Tertre
- 1976 : Le Retour des deux orphelines dans la IIIe République de François Cazamayo et Claire-Lise Charbonnier, mise en scène Guy Kayat, Théâtre 71
- 1977 : Décret secret de Pedro Vianna, mise en scène Claude Mercutio, Théâtre de la Vieille-Grille
- 1978 : La Cuisine des anges d'Albert Husson, mise en scène Francis Joffo, Théâtre des Célestins
- 1988 : Avanti ! de Samuel Taylor, mise en scène Pierre Mondy, Théâtre Antoine, Théâtre du Palais-Royal
- 1992 : Les Dimanches De Monsieur Riley de Tom Stoppard, mise en scène Georges Wilson, Théâtre de l'Œuvre
- 1994 : Show bis de Neil Simon, mise en scène Georges Wilson, Théâtre des Bouffes-Parisiens
- 1994 : Henri IV de Luigi Pirandello, mise en scène Georges Wilson, Théâtre de l'Œuvre
- 1996 : La Pêche à la ligne de Jean Barbier, mise en scène François Guérin, Théâtre des Nouveautés
- 2002 : La Traversée de Samuel R. de Jean-Michel Vier, mise en scène de l'auteur, L'Étoile du Nord

## Filmographie

### Cinéma
- 1963 : L'inspecteur Leclerc enquête : L'agent double de Maurice Cazeneuve
- 1981 : Pétrole ! Pétrole ! de Christian Gion
- 1990 : La Discrète de Christian Vincent
- 1991 : Ma vie est un enfer de Josiane Balasko
- 1991 : Aujourd'hui peut-être de Jean-Louis Bertuccelli
- 1991 : A Star for Two de Jim Kaufman
- 1993 : Fanfan d'Alexandre Jardin
- 2000 : Le roi danse de Gérard Corbiau
- 2000 : Tout est calme de Jean-Pierre Mocky
- 2001 : Life de Audrey Schebat
- 2001 : Grégoire Moulin contre l'humanité d'Artus de Penguern
- 2002 : A+ Pollux de Luc Pagès
- 2002 : Monique de Valérie Guignabodet
- 2003 : La Vie nue de Dominique Boccarossa
- 2003 : Toutes les filles sont folles de Pascale Pouzadoux
- 2005 : Les Poupées russes de Cédric Klapisch
- 2007 : Situation critique de Guillaume Le Mezo et Boris Vasallo
- 2007 : Ensemble, c'est tout de Claude Berri
- 2008 : Une histoire louche de Rudi Rosenberg (court-métrage)
- 2009 : Kankant de François Grandjacques (court-métrage)

### Télévision
- 1973 : Les Nouvelles Aventures de Vidocq, épisode « Les Assassins de l'Empereur » de Marcel Bluwal
- 1978 : Le Colonel Chabert d'après Honoré de Balzac, mise en scène Jean Meyer, réalisation Pierre Sabbagh, Théâtre Marigny
- 1984 : La Reverdie de Philippe Condroyer
- 1988 : Palace de Jean-Michel Ribes
- 1989 : Adieu Christine de Christopher Frank
- 1990 : Avanti de Patrick Bureau
- 1993 : Highlander : Lady and the Tiger de Robin Davis
- 1993 : Dose mortelle de Joyce Buñuel
- 1998 : H : Un meilleur copain d'Édouard Molinaro
- 2001 : Que reste-t-il ? d'Étienne Périer
- 2001 : L'Impasse du cachalot d'Élisabeth Rappeneau